# Arbortext 3B2
Arbortext 3B2 (ursprünglich Advent 3B2, kurz 3B2) ist ein Computerprogramm für den Satzbereich. Mittlerweile hat es den Namen „Arbortext Advanced Print Publisher“.

## Geschichte
Der Ursprung des Programms wurde von Advent in Swindon, Großbritannien, entwickelt und vertrieben. Der ursprüngliche Programmname „3B2“ soll dadurch entstanden sein, dass die Entwickler einfach die Hausnummer ihres Firmensitzes verwendet haben, anstatt lange nach einem werbewirksamen Namen zu suchen.
2004 wurde die Advent Publishing Systems Ltd. von Arbortext Inc. übernommen und das Produkt in „Arbortext 3B2“ umbenannt. Arbortext wiederum wurde 2005 von PTC übernommen, das Produkt erhielt den Namen „Arbortext Advanced Print Publisher“.
3B2 basierte von Beginn an auf der Standard Generalized Markup Language (SGML). Dadurch war es sehr früh in der Lage, SGML und Extensible Markup Language (XML) ohne Konvertierungsverluste zu verarbeiten. Die Unicodevariante kam erst nach der Standardvariante hinzu und ermöglichte die Internationalisierung von Dokumenten einschließlich Sprachen mit nicht-lateinischen Zeichen und Schreibrichtungen.
Das Programm rechnet intern metrisch in zehntausendstel Millimeter und erkennt bei der Eingabe die Unterschiede von 17 teils nationalen Maßeinheiten. Die Software wurde nach dem XSL-Standard 1.1 des World Wide Web Consortium (W3C) entwickelt. Ferner unterstützt 3B2 offene Standards wie Hypertext Markup Language (HTML), Cascading Style Sheets (CSS), XSL Transformation (XSLT), Extensible Stylesheet Language – Formatting Objects (XSL-FO), XML Path Language (XPath), SGML (mit eingebautem eigenem und einem SaX-Parser), Mathematical Markup Language (MathML), TeX, CALS und das Grafikformat Scalable Vector Graphics (SVG).
In 3B2 werden seit Beginn an proprietäre Scriptsprachen wie Showstring (Satzsteuerung) und Scriptprogrammierung (Programmsteuerung) genutzt. Perl kam später mit einer eigenen Datenbibliothek hinzu. In Version 9.1 (Stand 16. Mai 2007) findet auch Java Zugang. Undiszipliniertes Programmieren kann in 3B2 schnell verhängnisvoll werden, zumal es keinen Debugger wie bei klassischen Programmiersprachen gibt, denn dieser müsste alle Sprachen kennen.
3B2 benutzt neben dem alten eigenen Schriftformat (FNT/Typ3) inzwischen auch TrueType- und OpenType-Fonts, basierend auf TrueType und PostScript. Durch die starke Programmierbarkeit ist es möglich, eine vollständige Automatisierung von Layouts mit unterschiedlichen Sprachen zu realisieren. Die klaren Stärken von 3B2 sind Katalogproduktionen, technische Dokumentationen, juristische Werke und alles, was formalisierbar scheint. Dabei bietet 3B2 sehr detaillierte typografische Möglichkeiten für einen qualitativ hochwertigen Werksatz.
3B2 existiert in folgenden Versionen:
- 3B2 Standard
- 3B2 Unicode
- 3B2 Server